# Ramon de Meijer
Ramon de Meijer (* 21. Dezember 1986 in Nieuwegein) ist ein niederländischer Wasserspringer. Er startet für den Verein De Dolfijn Amsterdam im Kunstspringen vom 1-m- und 3-m-Brett sowie im 3-m-Synchronspringen. Trainiert wird er von Balazs Ligart.
Seine ersten internationalen Titelkämpfe bestritt de Meijer bei der Europameisterschaft 2008 in Eindhoven, er schied jedoch vom 3-m-Brett nach dem Vorkampf aus. Im folgenden Jahr konnte er erstmals in ein Finale einziehen, bei der Europameisterschaft 2009 in Turin belegte er vom 3-m-Brett Rang zwölf. Weitere erfolgreiche Titelkämpfe bestritt de Meijer in den folgenden Jahren mit Yorick de Bruijn im 3-m-Synchronspringen. Das Duo errang bei der Europameisterschaft 2010 in Budapest und 2012 in Eindhoven jeweils Rang acht im Finale.
Seit dem Jahr 2009 gewann de Meijer mehrere nationale Meistertitel im 3-m-Synchronspringen.